# Liste der Monuments historiques in Locmalo
Die Liste der Monuments historiques in Locmalo führt die Monuments historiques in der französischen Gemeinde Locmalo auf.

## Liste der Bauwerke
| Bezeichnung    | Beschreibung | Standort           | Kennzeichnung | Schutzstatus | Datum | Bild |
| -------------- | ------------ | ------------------ | ------------- | ------------ | ----- | ---- |
| Kapelle        |              | Kerlenat (Lage)    | PA00091374    | Inscrit      | 1974  |      |
| Friedhofskreuz |              | (Lage)             | PA00091375    | Inscrit      | 1935  |      |
| Brunnen        |              | Longueville (Lage) | PA00091376    | Inscrit      | 1935  |      |

## Liste der Objekte
- Monuments historiques (Objekte) in Locmalo in der Base Palissy des französischen Kultusministeriums